# Horst Indlekofer
Horst Indlekofer (* 1941 in Wertheim) ist ein deutscher Bauingenieur und ehemaliger Hochschullehrer an der FH Aachen.

## Studium
Nach dem Schulbesuch am Dietrich-Bonhoeffer-Gymnasium Wertheim und Konstanz mit Abitur am Heinrich-Suso-Gymnasium Konstanz im Jahre 1961 sowie nach Ableisten des Grundwehrdienstes studierte Horst Indlekofer Bauingenieurwesen an der Technischen Hochschule der Universität Stuttgart mit den Schwerpunkten Konstruktiver Ingenieurbau, Baubetriebswesen und Bodenmechanik. Das Studium schloss er im Wintersemester 1967/68 mit dem Diplom und der Note: Sehr gut ab.

## Arbeit
Nach kurzer Ingenieurtätigkeit im Verkehrsbauwesen am Autobahnamt Baden-Württemberg trat er eine Stelle am Lehrstuhl für Wasserbau und Wasserwirtschaft der Rheinisch Westfälischen Technischen Hochschule in Aachen an; zunächst ab 1969 als Wissenschaftlicher Assistent, später ab 1972 als Oberingenieur. Bereits 1970 wurde er zum Leiter des Wasserbau-Laboratoriums des Instituts für Wasserbau der RWTH ernannt.
Die Promotion zum Dr.-Ing. schloss er 1972 an der RWTH Aachen mit der Dissertation: Beitrag zur Bestimmung des Einflusses einer Ecke auf die Überfalleistung eines im Grundriss aus geraden Teilstücken bestehenden Schachtüberfalles mit summa cum laude ab. Für das hervorragende Prüfungsergebnis erhielt er 1973 die Borchers-Plakette der RWTH.
Als NATO-Stipendiat weilte Horst Indlekofer 1976/77 an der Colorado State University in Fort Collins. Dort arbeitete er als Visiting Professor forschend und lehrend an grundlegenden Fragen zur Stabilität und Konvergenz von numerisch-mathematischen Modellen für Flachwasserwellen und Geschiebetransport.
Horst Indlekofer befasste sich mit zahlreichen Forschungsprojekten im Wasserbau. Er war an der Planung und Ausführung von Wasserbauprojekten für Talsperren, Hochwasserrückhaltebecken, Flusssperren und Flussbauten beteiligt.
Von der RWTH Aachen wechselte Horst Indlekofer 1982 zu einem mittelständischen Aachener Ingenieurbüro. Dort bearbeitete er als leitender Ingenieur Projekte aus dem Bereich Siedlungswasserwirtschaft, Abfallwirtschaft, Wasserbau, Wasserwirtschaft, Baubetriebswesen, Deponiebau und Straßenbau.

## Professur
1983 erhielt er den Ruf an die FH Aachen auf die Professur für das  Fachgebiet Wasserbau und Wasserwirtschaft. Jahrelang war er als Professor für Landschaftswasserbau, Hydrologie und Flussgebietsmanagement an der FH Aachen tätig. Am 10. August 2007 feierte er sein 40. Dienstjubiläum. In den Ruhestand trat er am 29. Februar 2008.
Horst Indlekofer ist verheiratet mit Ehefrau Gertrud und hat drei Kinder.

## Publikationen (Auswahl)
- H. M. F. Indlekofer: Zur Hydraulik von Überfall-Entlastungsanlagen mit Vieleck-Grundriss. In: GWF-WASSER/ABWASSER. 149. Jahrg., 2008, H. 1, S. 64–70.
- Zur hydraulischen Berechnung von Kreisüberfällen. In: GWF-WASSER/ABWASSER. 147. Jahrg., 2006, H. 4, S. 315–318.
- Der hydraulische Einfluss von gemischtem Bewuchsbestand auf Böschungen und Vorländern von Fließgewässern. In: WASSERWIRTSCHAFT. 96. Jahrg., 2006, H. 5, S. 34–37.
- Die Darcy-Weisbach-Formel bei extremer Rauheitsgliederung in Fließgewässern. In: WASSER UND ABFALL. 7. Jahrg., 2005, H. 12, S. 47–51.
- Zur hydraulischen Wirkung von flexiblem Bewuchs. In: WASSER UND ABFALL. 6. Jahrg., 2004, H. 4, S. 20–23.
- Die Ermittlung kontinuierlicher Überfall-Fallschacht-Profile für Kelchüberfalltürme. In: Aachener Mitt. aus Wasserbau u. Wasserwirtschaft FH Aachen. (= WASSERBAU-HEFT. 1). 3., veränderte Auflage. Eigenverlag, Aachen 1999, S. 1–38.
- H. Indlekofer: Zur Frage des Formbeiwertes und der Überlagerung von Rauhigkeitseinflüssen, erläutert am Beispiel der Ringspaltströmung. In: Mitt. Inst. f. Wasserbau u. Wasserwirtschaft, RWTH Aachen. H. 35, 1981, S. 5–84.
- V. Ponce, H. Indlekofer, D. B. Simons: The Convergence of Implicit Bed Transient Models. In: JOURNAL OF THE HYDRAULICS DIVISION, ASCE. Vol. 105, No. Hy4, 1979, S. 351–363.
- H. Indlekofer: A Study of the Numerical Stability of Four-Point Implicit Water Wave Models. In: Mitt. Inst. f. Wasserbau u. Wasserwirtschaft, RWTH Aachen. H. 19, 1977, S. 69–92.
- H. Indlekofer: Anwendung des Extremalprinzips auf den Abflussvorgang an Überfallwehren. In: WASSERWIRTSCHAFT. Band 67, H. 3, 1977, S. 70–74.
- H. Indlekofer, S. Robinson, Gerhard Rouvé: On the Transport of Bed-Load into Channel Branches and the Regulation by Inducing Artificial Secondary Flow. 9. ICID-CONGRESS, Moscow, 1975, Qu.30, R.2, 30.11-30.28
- H. Indlekofer, G. Rouvé: Discharge over Polygonal Weirs. In: JOURNAL OF THE HYDRAULICS DIVISION, ASCE. Vol. 101, No. Hy. 3, Proc. Paper 11178, March 1975, S. 385–401.